# 安井拓馬
安井 拓馬（やすい たくま、2000年10月26日 - ）は、ジャパンラグビーリーグワンレッドハリケーンズ大阪に所属するラグビー選手。

## プロフィール
- ポジションはウィング(WTB)。
- 身長 177 cm、体重 80 kg
- U20日本代表候補に選ばれたことがある[1]。

## 来歴
中学校からラグビーを始めた。
2019年、東海大大阪仰星高校卒業後、立命館大学に入る。
2023年1月、アーリーエントリーでNTTドコモレッドハリケーンズ大阪(現・レッドハリケーンズ大阪)に加入。同年3月、立命館大学卒業。